# Terremoto de El Salvador de 2014
El terremoto de El Salvador de 2014, también conocido como terremoto de Centroamérica de 2014 fue un sismo de magnitud 7,3 en la escala de magnitud de momento que ocurrió a las 21:51:35 hora local del 13 de octubre del 2014 (14 oct. 03:51:35 UTC) a 67 kilómetros (km) de Jiquilillo, Nicaragua y a 86 km de La Unión, El Salvador. El terremoto tuvo una profundidad de 40 kilómetros (24,9 millas) y fue percibido en toda la región centroamericana y en la parte sur de México. Una persona falleció en El Salvador producto del terremoto y se reportaron cortes en el servicio de electricidad, fallos en la telefonía móvil, caída de objetos y daños en estructuras.
El terremoto ocurrió minutos después de que se suscitaran dos eventos locales en Costa Rica, sin embargo expertos descartaron que hubiera relación entre estos sismos y el evento mayor frente a El Salvador. Luego del terremoto, el Centro de Alerta de Tsunamis del Pacífico (PTWC por sus siglas en inglés) de la Administración Nacional Oceánica y Atmosférica (NOAA por sus siglas en inglés), informó que había una amenaza de tsunami para las costas de El Salvador, Honduras y Nicaragua; además puso en vigilancia a México, Costa Rica, Guatemala, Panamá, Perú, Colombia, Ecuador y Chile. Horas después las alertas fueron levantadas.

## Terremoto
El terremoto se originó a las 21:51:35 hora local del 13 de octubre. De acuerdo con las investigaciones realizadas por el Servicio Geológico de los Estados Unidos (USGS por sus siglas en inglés), el sismo se originó en una falla local ubicada en la zona de subducción de la fosa centroamericana (lo típico en esta región son terremotos causados por fallas inversas en la zona de subducción).
El hipocentro se localizó a 40 kilómetros y el epicentro estuvo ubicado a 67 kilómetros al oeste-suroeste de Jiquilillo, Nicaragua en la frontera marítima entre ese país con Honduras y El Salvador. El terremoto se percibió en todo Centroamérica y partes del sur de México durante al menos un minuto, según relataron testigos a varios medios de comunicación en toda la región.
Un indigente murió en El Salvador luego de que un poste del alumbrado público colapsara y le cayera encima. En otras partes del país se derrumbaron muros, techos de casas y comercios, derrumbes en carreteras y montañas. En el resto de la región se reportó caída de objetos y miedo generalizado debido a la prolongación del movimiento.
Según Marino Protti, sismólogo del Observatorio Vulcanológico y Sismológico de Costa Rica (OVSICORI), el terremoto fue percibido en un área tan amplia y durante tanto tiempo producto de la profundidad. De acuerdo con Protti, los efectos del sismo no fueron mayores pues al ubicarse su origen en el océano, la intensidad de las ondas sísmicas se atenuó.

## Alerta de tsunami
Tras el terremoto, el Centro de Alerta de Tsunamis del Pacífico (PTWC por sus siglas en inglés) emitió a las 04:11 UTC un boletín advirtiendo a los gobiernos de El Salvador, Honduras y Nicaragua que existía un riesgo real de que olas destructivas golpearan sus costas y advirtió a los demás territorios en un radio de 300 kilómetros, que debían monitorear la amenaza.
Debido a lo anterior, el PTWC puso en vigilancia a México, Guatemala, Costa Rica, Nicaragua y los países de Sudamérica con costas en el océano Pacífico. Los gobiernos de El Salvador, Honduras y Nicaragua emitieron sus propias alertas de tsunami y ordenaron a sus patriotas evacuar el borde costero de inmediato.
Nicaragua emitió alerta amarilla tras el terremoto y canceló la alerta de tsunami minutos después, sin embargo el gobierno de El Salvador ordenó que la evacuación se mantuviera hasta las 8 a. m. del día siguiente. El Sistema de Monitoreo de Tsunamis (SINAMOT) de Costa Rica, el cual fue recientemente inaugurado dijo horas después del terremoto que no había peligro para sus costas; esto molestó a los costarricenses pues el SINAMOT dijo que mantuvieron silencio pues no había riesgo. Ante las críticas, el SINAMOT dijo que revisarían sus protocolos de información en redes sociales ante un evento mayor.
La Isla del Coco de Costa Rica reportó un impacto no mayor a 10 centímetros de altura. Los guardaparques y turistas de la isla evacuaron a la parte más alta de la zona debido a que según ellos el terremoto fue el más fuerte que hayan percibido en 12 años.